# Jumping the Creek
Jumping the Creek (с англ. — «Перепрыгивая ручей») — студийный альбом американского джазового саксофониста Чарльза Ллойда, изданный 5 апреля 2005 года на студии ECM Records. В состав квартета вошла ритм-секция: Джери Аллен, Роберт Херст и Эрик Харланд. Альбом получил положительную оценку.

## Отзывы
| Оценки критиков                      | Оценки критиков |
| Источник                             | Оценка          |
| ------------------------------------ | --------------- |
| Allmusic                             | [ 2 ]           |
| The Penguin Guide to Jazz Recordings | [ 3 ]           |

Jumping the Creek получил положительные отзывы от музыкальных критиков. В рецензии на AllMusic, написанной Томом Юреком, альбому присвоено 4 звезды и сказано: «Этот альбом, как и другие записи Ллойда на ECM, посвящен эмоциям, чувствам, ощущению мира и безмятежности. Ллойд, конечно, использует неровности в своих импровизациях, но только для того, чтобы сделать эти неровности простыми, прозрачными, полностью интегрированными в безмятежное целое. На Jumping the Creek ему это удается без труда, и он повышает свой собственный художественный уровень».
В рецензии Джона Келмана на All About Jazz говорится: «Jumping the Creek представляет собой яркий момент в карьере, наполненной запоминающимися вехами» .

## Список композиций
Автор всех композиций Чарльз Ллойд, кроме указанных.
1. «Ne me quitte pas (If You Go Away)» (Жак Брель) — 13:29
2. «Ken katta ma om (Bright Sun Upon You)» — 5:45
3. «Angel Oak Revisited» — 3:34
4. «Canon Perdido» — 3:01
5. «Jumping the Creek» — 5:57
6. «The Sufi’s Tears» — 3:06
7. «Georgia Bright Suite: Pythagoras at Jeckyll Island/Sweet Georgia Bright» — 13:34
8. «Come Sunday» (Дюк Эллингтон) — 5:52
9. «Both Veils Must Go» — 3:00
10. «Song of the Inuit» — 11:26